# Homarus
A homár (Homarus) a felsőbbrendű rákok (Malacostraca) osztályának tízlábú rákok (Decapoda) rendjébe, ezen belül a Nephropidae családjába tartozó nem.

## Rendszerezése
A nembe az alábbi 2 élő és 8 fosszilis faj tartozik:
- amerikai homár (Homarus americanus) H. Milne-Edwards, 1837
- európai homár (Homarus gammarus) (Linnaeus, 1758) - típusfaj
- †Homarus brittonestris Stenzel, 1945 – alsó turoni
- †Homarus davisi Stenzel, 1945 – alsó turoni
- †Homarus hakelensis (Fraas, 1878) – cenomani
- †Homarus lehmanni Haas, 1889 – rupeli
- †Homarus mickelsoni (Bishop, 1985) – alsó campaniai
- †Homarus morrisi Quayle, 1987 – eocén
- †Homarus neptunianus Polkowsky, 2004 – oligocén
- †Homarus travisensis Stenzel, 1945 – középső albai